# Spinaeschna
Genre
Spinaeschna est un genre de libellules de la famille des Æshnidae (sous-ordre des Anisoptères). 

## Liste d'espèces
Selon Catalogue of Life (27 octobre 2020) :
- Spinaeschna tripunctata (Martin, 1901)
- Spinaeschna watsoni Theischinger, 1982)